# Leopold Hartl
Leopold Hartl (* 3. November 1906 in Wien; † 17. Dezember 1979 ebenda) war ein österreichischer Politiker (ÖVP) und Polizeioffizier. Er war von 1958 bis 1970 Abgeordneter zum Österreichischen Nationalrat.
Hartl arbeitete nach der Volks- und Hauptschule als Bankangestellter und diente zwischen 1925 und 1928 im Österreichischen Bundesheer. Er wurde 1929 Polizeibeamter und in der Folge der Sicherheitswacheabteilung Wien-Margareten zugeteilt, wo er Generalinspektor der Sicherheitswache wurde. Nach dem Zweiten Weltkrieg wurde Hartl 1948 Sekretär von Staatssekretär Graf, 1952 kam er an die Sicherheitswacheabteilung Wien-Alsergrund. Er wurde später Kommandant der Sicherheitswacheabteilung Wieden und zum Polizeioberst befördert. 
Im politischen Bereich engagierte sich Hartl als Bundesvorsitzender der Kameradschaft der Exekutive Österreichs und übernahm 1960 das Amt des Landesparteiobmanns der ÖVP Wien. Er war zudem ab 1966 Obmann des Österreichischen Rentner- und Pensionistenbundes und vertrat die ÖVP vom 16. Oktober 1958 bis zum 31. März 1970 im Nationalrat. 